# I.F.O.
I.F.O. (Identified Flying Objects) ist das gemeinsame Projekt von WestBam und Afrika Bambaataa, gegründet im Jahr 1997.

## Afrika Bambaataa und WestBam
Bambaataa ist ein wichtiges Vorbild für den Berliner DJ WestBam („Westfalia Bambaataa“). Seine Stimme ist bereits auf WestBams Album „The Cabinet“ (1989) als Einleitung für das Stück „The Wall“ zu hören. Seit den 1990er Jahren ist Afrika Bambaataa immer wieder zu Gast auf der Berliner Love Parade und legt auf Partys wie der Love Nation oder bei den Electric Kingdom Specials auf, 1997 ist sein Auftritt an der Siegessäule.
Er soll ein Mitbegründer des Labels Electric Kingdom sein, bei dem neben ihm und WestBam auch Hardy Hard, Afrika Islam, Lexy & K-Paul, DJ I.C.O.N. und viele andere Künstler ihre Electro-Platten herausbringen.

## „Agharta, The City Of Shamballa“
Zusammen mit der Platte „Free Me“ von WestBam und Afrika Islam (zusammen als Mr. X & Mr. Y) gehört „Agharta, The City of Shamballa“ von I.F.O. zu den ersten Releases des Ende der 1990er gegründeten Plattenlabels. Die Platte wird international veröffentlicht, unter anderem bei Mute. Sie kommt heraus als Original, als Technolectro-Mix und soll in sehr rarer Auflage noch als Remix kursieren.
In dem Video geht um eine wissenschaftlich nicht bestätigte unterirdische Lebensform, über die sich Berichte häufen. Eine Rolle spielen sicher die fortschreitende Umweltverschmutzung und das von vielen mit unterschiedlichen Befürchtungen erwartete nahende neue Millennium, das Bambaataa aus religiösen Gründen in anderen Platten dieser Zeit thematisiert. Als Drehort für das Video wird ein entsprechend furchteinflößender Ort in den neuen Bundesländern gewählt. Im Video, einer düsteren Zukunftsvision, irrt eine Gruppe Menschen auf einer verwüsteten und kontaminierten Mutter Erde herum. Geheimnisvolle Forschungen lassen darauf schließen, dass die Erde nicht mehr zu retten scheint. Afrika Bambaataa und WestBam weisen ihnen den Weg nach Shamballa, einer Art unterirdischem Paradies.